# سیارک ۱۵۳۹۲
سیارک ۱۵۳۹۲ (به انگلیسی: 15392 Budejicky، نامگذاری:1997TO19) پانزده هزار و سیصد و نود و دومین سیارک کشف شده‌است که در ۱۱ اکتبر ۱۹۹۷ کشف شد.
قدر مطلق سیارک برابر ۱۴٫۸۰ است.